# École Rinpa

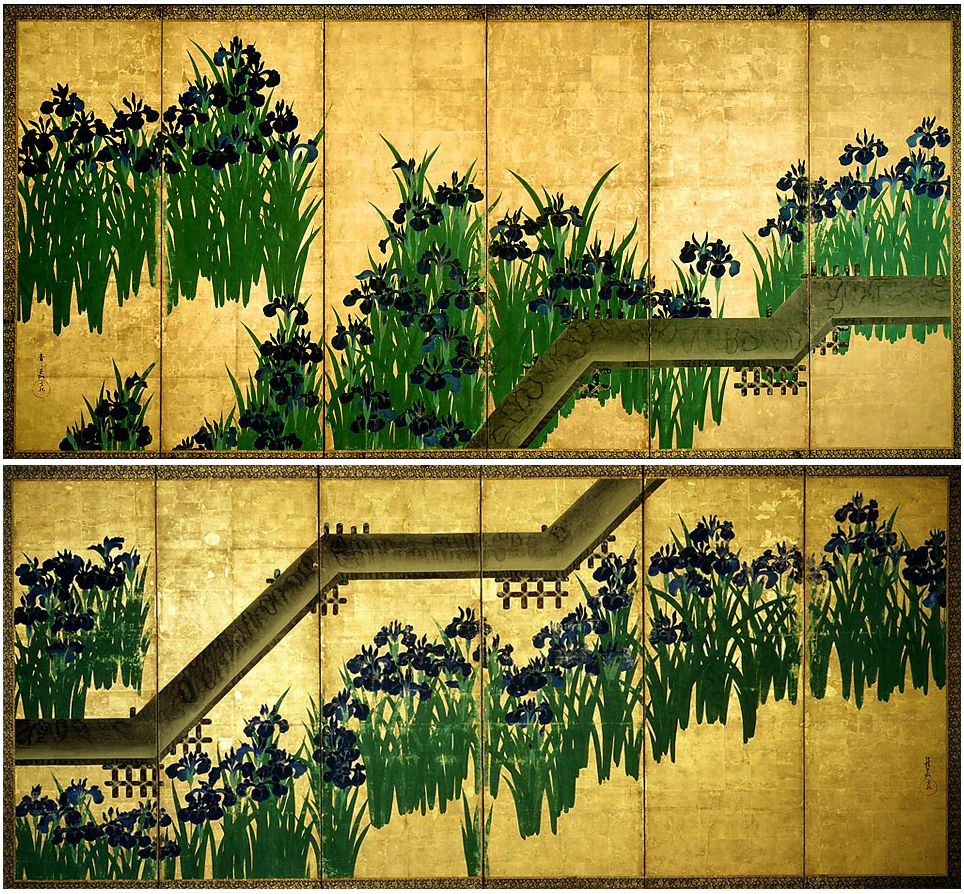
Iris à Yatsuhashi (les huit ponts). Ogata Kōrin. Paire de paravents sur six. Après 1709. Encre et couleurs sur feuille d'or sur papier, ch. Metropolitan Museum of Art

L'école Rinpa (琳派), parfois transcrit « Rimpa », est une des écoles historiques majeures de la peinture japonaise décorative. Mais il ne s'agit pas d'une « école » suivant la tradition japonaise, avec un maître et des apprentis, ses futurs héritiers. Le nom Rinpa vient du nom d'un artiste du milieu de l'époque d'Edo, Ogata Kōrin (1658-1716), auquel on a emprunté le caractère « rin », accolé au caractère « pa » : « faction », « école », mais qui englobe des artistes du début du XVIIe au XXe siècle qui ont fait le choix de s'approprier des éléments du style introduit par les premiers ou leurs successeurs. 
Ce terme, « Rinpa », littéralement « l'[école] de Korin », est donc attribué rétrospectivement à des artistes divers qui utilisent certains traits stylistiques initialement mis en usage au début du XVIIe siècle par deux artistes. En effet le mouvement dans lequel s'était situé Korin était apparu au tout début du XVIIe siècle, début de l'époque d'Edo, avec les artistes Hon'ami Kōetsu (1558-1637), qui pratiquait essentiellement la calligraphie, la céramique sans décor et le laque, et Tawaraya Sōtatsu (mort aux alentours de 1643), qui pratiquait la peinture décorative. Ils ont parfois travaillé ensemble, mais pas de manière constante. 
Une cinquantaine d'années plus tard, les frères Ogata Kōrin et Ogata Kenzan se sont approprié des éléments du style de leurs prédécesseurs. Dans cette seconde vague, la peinture décorative se trouve encore associée, souvent, aux poèmes calligraphiés illustrés, mais on voit apparaître la céramique décorée avec les objets laqués d'Ogata Kenzan. Puis des publications firent circuler ces motifs, qui virent leur application s'étendre au vêtement, les kosode (kimono), tout en étant repris, ponctuellement, par d'autres artistes.
La production de ce courant décoratif Rinpa perdure jusqu’à aujourd’hui.

## Contexte initial et caractéristiques

### L'art à Kyoto, capitale impériale / Edo, centre politique et administratif

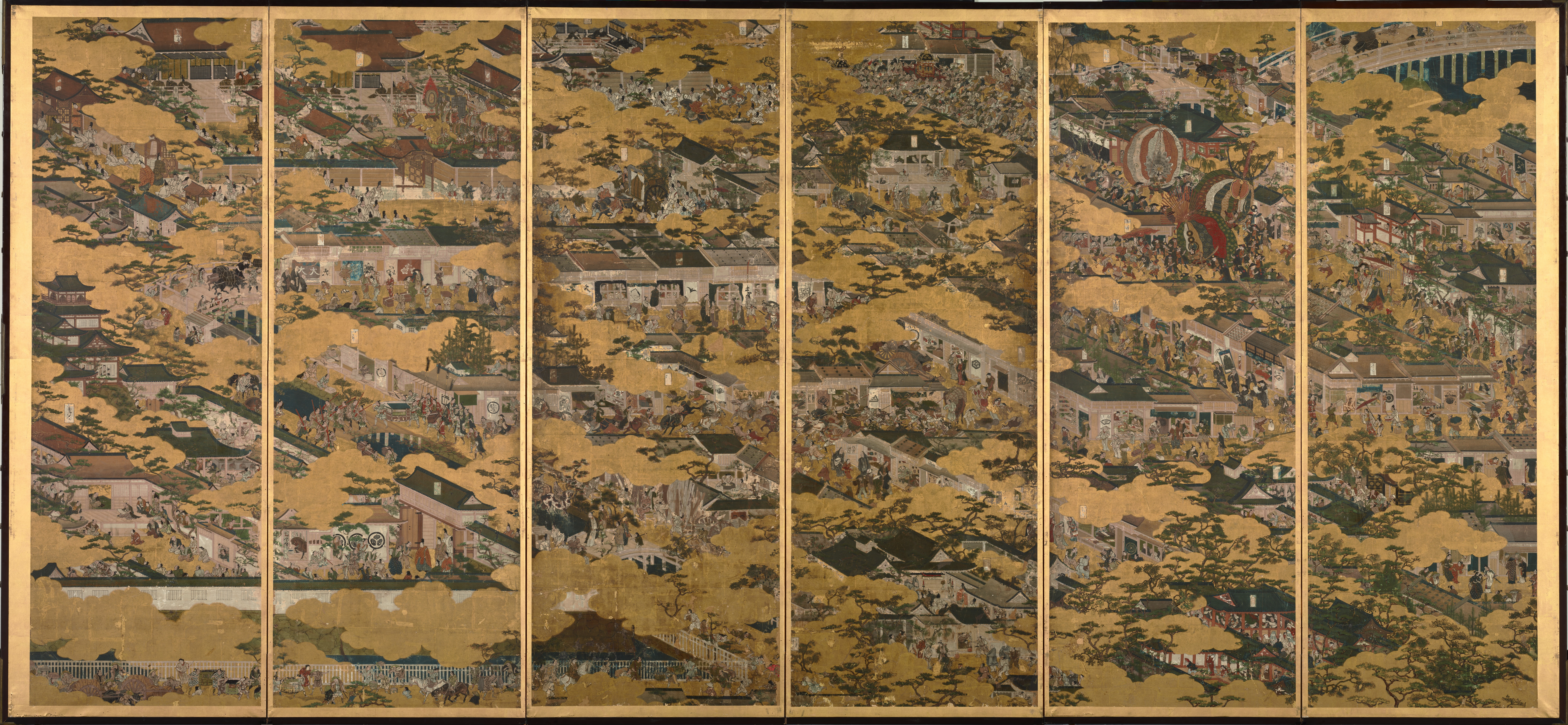
Afin de pouvoir mesurer l'énorme écart entre la voie choisie par les fondateurs de l'école Rinpa et son contexte artistique et politique, voici, dans un style héritié de celui de l'école Tosa : Scènes dans et autour de Kyoto. Ici l'accumulation d'anecdotes détaillées, alors que pour Kōetsu et Sōtatsu leurs réalisations ne comptent que des évocations allusives, des formes simples, des compositions brèves. Paravent (de g.) à six feuilles, d'une paire. Encre et couleurs, papier, or,, v. 1615. Iwasa Matabei, Musée national de Tokyo.

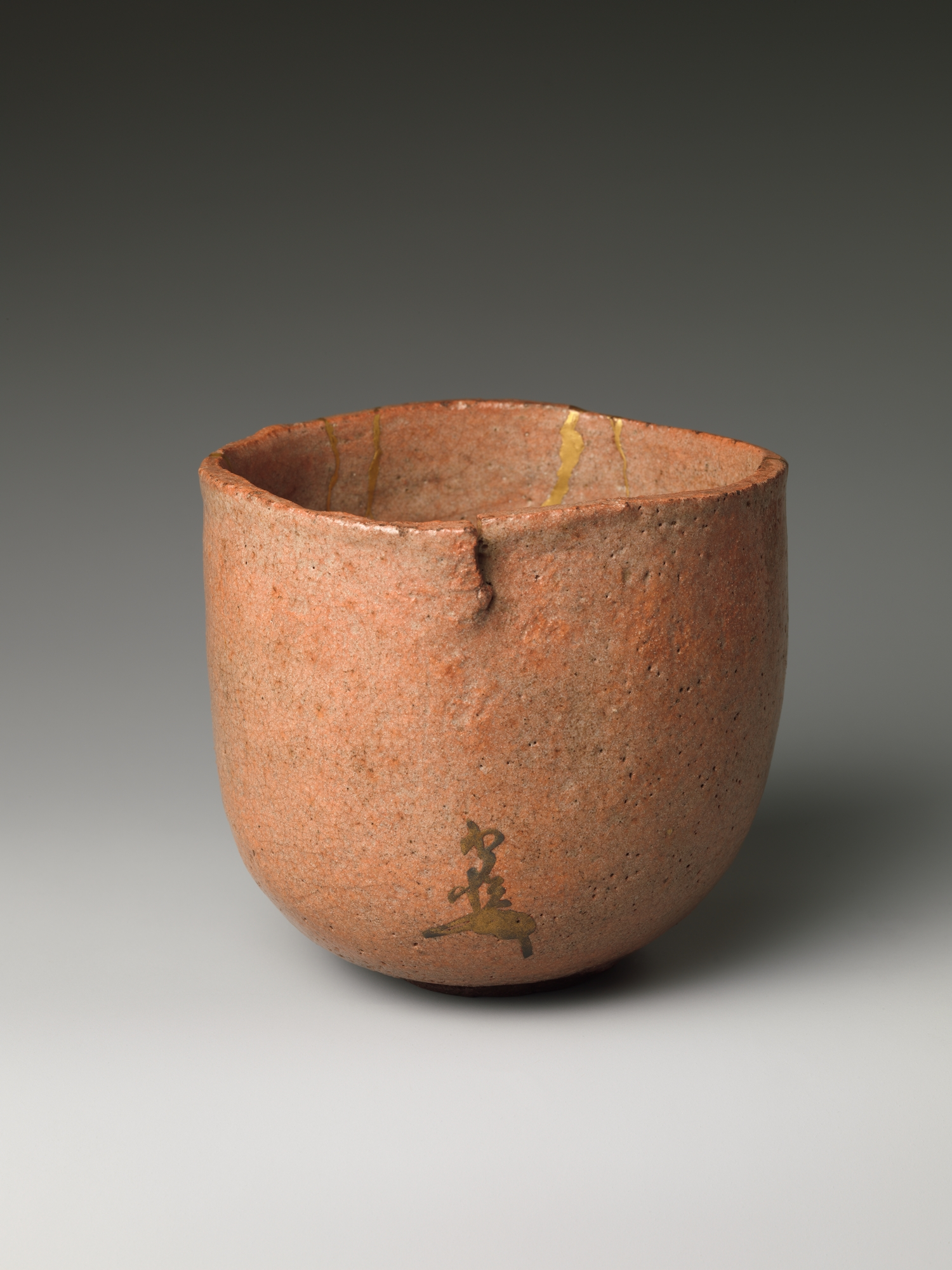
Hon'ami Kōetsu. Bol à thé, vers 1600. Argile couverte de glaçure, sauf sur la partie inférieure où elle est laissée nue. H. 11,4 ; D. 11.7 cm. MET

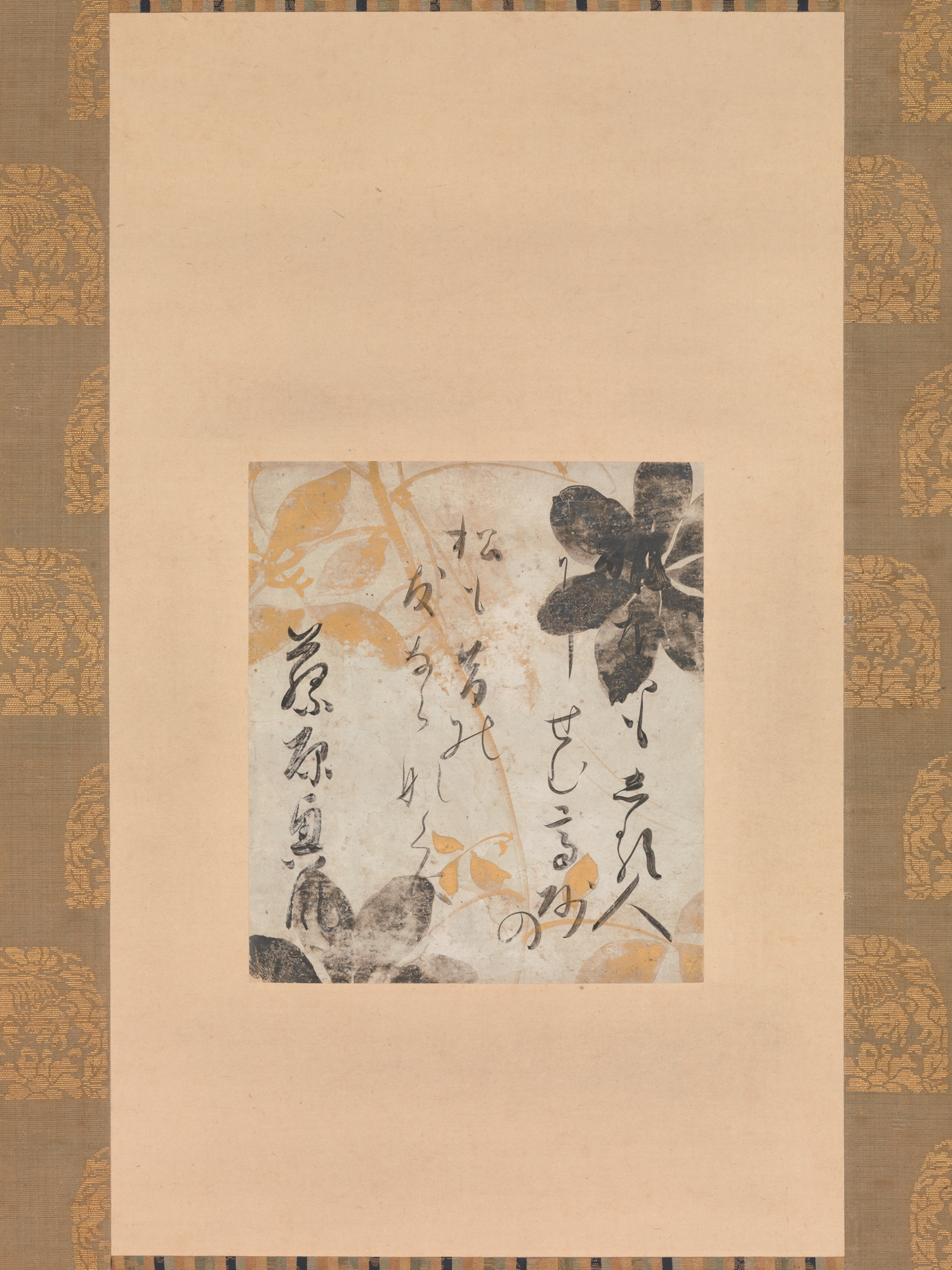
Tawaraya Sōtatsu: Clématites, poème: Fujiwara no Okikaze (Xe siècle s.), calligraphie: Shōkadō Shōjō. Début XVIIe siècle s. Rouleau suspendu, encre, or et argent sur papier coloré.. MET

#### Sōtatsu et Kōetsu
Le peintre qui signe, à partir de 1616, du nom de Sōtatsu semble avoir été nommé Tawaraya, qui pourrait être le nom de son atelier, auparavant. Les activités connues de ce type d'atelier de décoration, à Kyoto, réunissent toutes les disciplines en lien avec la peinture : enluminure, peinture sur éventail, lanternes, coquillages et paravents, dessin d'architecture, dessin sur textile, poupées. Ils n'étaient pas seulement tournés vers le public mais aussi vers l'empereur, sa cour et l'aristocratie. Hon'ami Kōetsu, né dans une famille qui vivait de l'expertise des sabres, est manifestement un personnage raffiné, calligraphe réputé, au style d'écriture enlevé. Sa participation, aux côtés du deuxième maître de la famille Raku a ouvert la voie d'une expression plus personnelle dans l'art de la céramique. Il entretient aussi des relations avec les shoguns Tokugawa et avec d'autres figures de l'élite. Tous deux voulaient raviver le raffinement et l'élégance de la Cour impériale de Heian (794-1185). Les métaux précieux, l'or et l'argent, sont largement utilisés avec la calligraphie (en général de Kōetsu) très déliée, fluide, et des procédés picturaux (en général de Sōtatsu) souvent d'une extrême économie de moyens: courbes tracées d'un unique coup de pinceau, pour évoquer l'herbe, estampage ou empreinte de plantes ou de gros points, ailleurs, un vol d'oiseaux : des groupes habilement disposés et tracés de deux coups de pinceaux posés en croix : il n'en faut pas plus, c'est chaque fois un oiseau différent qui plane !

#### Le rappel de l'époque de Heian
En 1602 le nom de Sōtatsu apparait pour la restauration d'un recueil de sutras, ancien. Il s'agit d'une offrande déposée dans un sanctuaire par la famille Heike en 1164, à la fin de l'époque de Heian (aux XIe et XIIe siècles). L'époque de Heian (794-1185) est considéré comme « l'âge d'or » de la culture japonaise. À cette époque le Japon s'émancipe, peu à peu, de son rapport à la Chine pour s'engager dans une voie originale. Bien que le chinois demeure la langue officielle de la Cour impériale de la période Heian, l'introduction des kana favorise le développement de la littérature japonaise. Ce sont les premiers romans de la littérature mondiale, comme Le Dit du Genji (XIe siècle), et les poèmes waka, tous écrits en caractères japonais et non en chinois classique. La peinture Yamato, Yamato-e, pratiquée à l'époque de Heian, emploie des codes qui se démarquent de la peinture chinoise, en particulier pour la représentation des scènes d'intérieur, selon la perspective aux toits enlevés, et dans la stylisation des corps en habits de cour, des hommes comme des femmes. Ce sont ces peintures qui enluminent les textes des romans, sur les emaki  (rouleaux narratifs peints), et des poèmes, ou des contes, comme les contes d'Ise, sur des feuilles séparées. L'atelier Tawaraya produisait probablement ces feuilles carrées, shikishi, ou oblongues, tanzaku. La référence à l'époque de Heian, au style très particulier des enluminures de ce recueil, aura une importance essentielle pour Sōtatsu et ensuite pour toute l'école Rinpa. Le début de l'époque de Kamakura (1185-1333), qui suit l'époque de Heian, sert aussi de référence.
Il faut dire, à ce propos, que cette référence vers l'âge d'or de la culture japonaise concerne en premier lieu l'aristocratie, la cour de l'empereur et l'empereur, lui-même, Go-Yōzei (1572-1617) et Go-Mizunoo (1596-1680), ainsi que les riches marchands de Kyōto au cours de ces années qui voient s'affirmer définitivement la puissance guerrière de Tokugawa Ieyasu (1543-1616) et de sa dynastie. Edo est promue capitale administrative et économique en 1603, tandis que Kyoto, avec l'empereur se veut le centre culturel de l'empire. La référence à l'époque de Heian est clairement une démarche élitiste, pour exemple, la littérature de Heian n'était répandue que parmi la cour et le clergé bouddhiste.
Cette culture raffinée, autour de l'empereur, aux références littéraires constantes, se distingue de celle valorisée par les guerriers. Les nouveaux potentats, comme les Tokugawa, s'entourent de signes ostentatoires de la puissance, figures monumentales de lions, portraits de guerriers, et de vastes scènes détaillées avec une application laborieuse des écoles Kanō et Tosa (fondées seulement au XVe siècle). De son côté, l'aristocratie avec l'empereur à sa tête, vont se distinguer par le choix du style Yamato, de la fin de l'époque de Heian , avec ses codes si particuliers et sa sobriété, style qui échappe à l'application laborieuse, au dessin fignolé, et joue plus sur le pouvoir de l'évocation poétique - où ce qui est représenté acquiert une force de suggestion dans un contexte littéraire plus ou moins explicite.

### L'art zen au début duXVIIesiècle
Au début du XVIIe siècle, après de longues années de guerre civile (Guerre d'Ōnin) et d'instabilité sociale, le gouvernement Tokugawa centra ses efforts sur une gestion maîtrisée des affaires de la nation et le Néoconfucianisme - tradition tournée principalement vers les valeurs éthiques et sociales - prit le pas sur la philosophie du zen en tant que mode de pensée dominant dans le pays. 
L'intérêt national se tournait alors vers les grands ateliers de l'École Kanō et vers Tawaraya Sōtatsu ; le zen et les arts qui y étaient associés, lorsqu'ils l'étaient, et bien qu'ils fussent toujours largement pratiqués, furent néanmoins relégués au second plan et perdirent la bénédiction du gouvernement central. C'en était fini de la grande vogue d'un zen soutenu par les plus hautes autorités. C'est le suibokuga, l'un des arts associés à ce courant spirituel désormais exclu des feux de la rampe, qui allait devenir le mode d'expression fétiche de l'artiste marginal qu'était Niten, plus connu sous le nom martial de Miyamoto Musashi (1584-1645).

## Fondateurs de l'école Rinpa

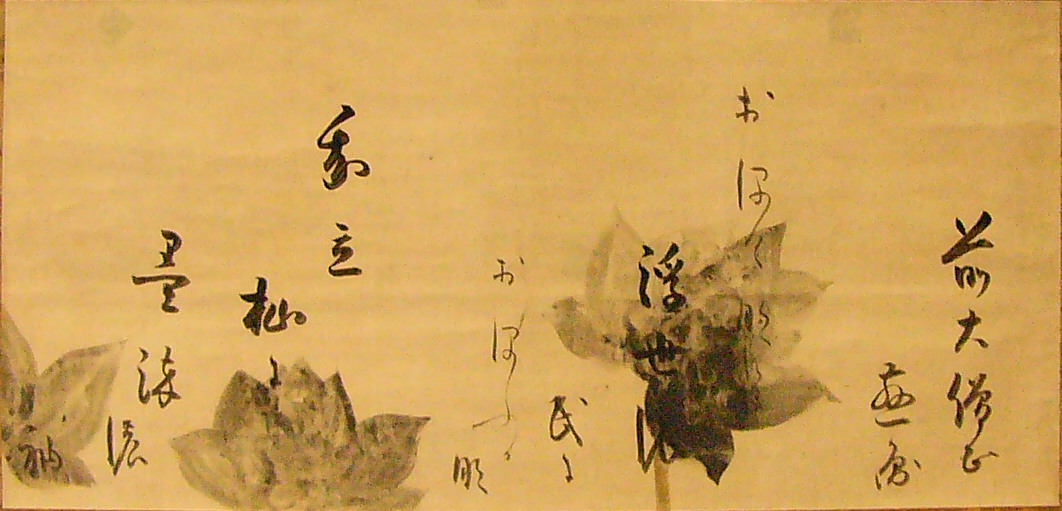
Calligraphie de Hon'ami Kōetsu. Poème : Renkyushita Waka, v. 1600. Encre sur papier, H. 33 cm. Musée national de Tokyo

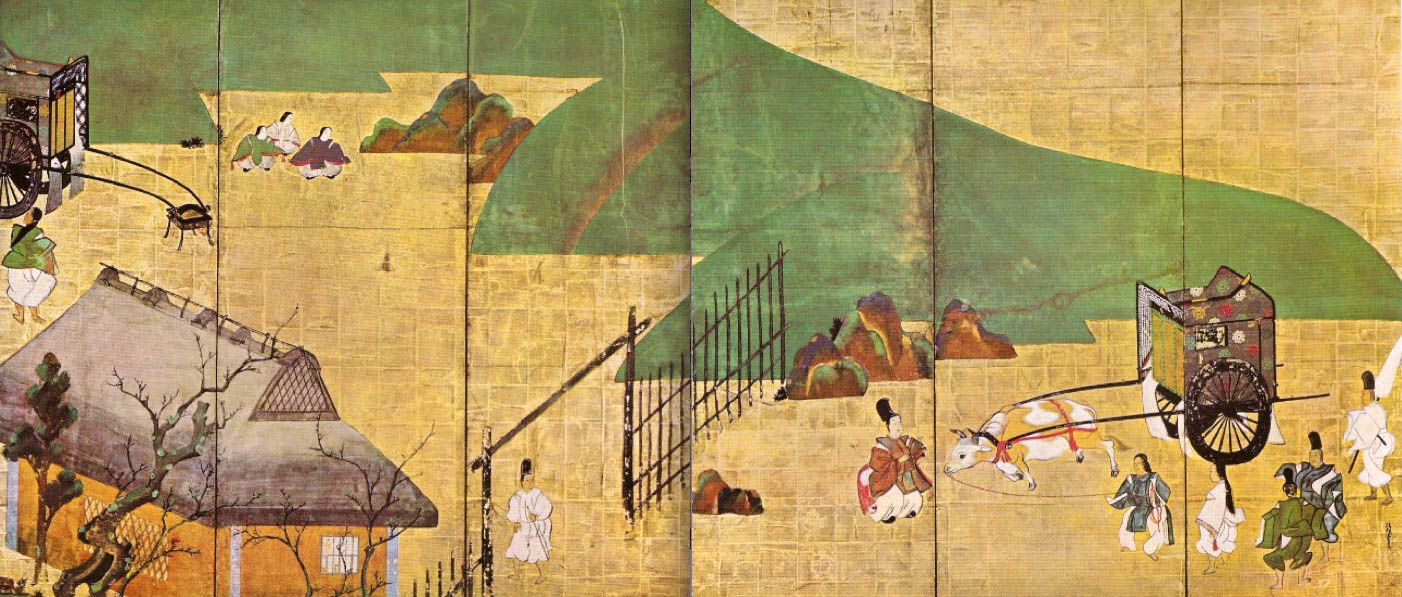
Scène de Sekiya du Roman de Genji. Tawaraya Sōtatsu, début. Paravent à six feuilles, or et couleurs sur papier, H. 151,7 ; L. 354 cm. Musée d'art Seikadō Bunko

Hon'ami Kōetsu appartient à une famille de polisseurs de sabres, au nord de Kyoto, qui avait servi la cour impériale ainsi que les deux plus grands chefs militaires de l'époque, Oda Nobunaga et Toyotomi Hideyoshi ; ils entretenaient par ailleurs des relations avec les shoguns Ashikaga. Le père de Kōetsu expertisait des sabres pour la noble famille des Maeda, et Kōetsu lui-même poursuivit, avec la famille Maeda, ces expertises et la réparation des lames, des laques et de la nacres - matières employées pour les poignées et les gardes d'épées - en plus d'autres activités similaires qu'il avait dans le domaine de l'art, activités qui le mirent en contact avec des personnalités artistiques. Ceci l'amena, à côté de son talent dans l'expertise des sabres, à s'investir plus dans le domaine de la peinture, de la calligraphie, du travail de la laque, et enfin à en faire un collectionneur de calligraphies anciennes et un amateur de la cérémonie du thé auprès du maître de thé Furuta Oribe (1543-1615). Il fut, dans ce domaine de la céramique japonaise, un créateur de bols à thé selon la technique du Raku. Son propre style, en peinture, s'inspire de sa connaissance de l'art aristocratique de la période Heian.
Kōetsu connaissait Tawaraya Sōtatsu. Au début de sa carrière, cet artiste travaillait dans un atelier - l'atelier Tawaraya - qui procurait à l'empereur et à sa cour des papiers décorés pour la calligraphie. Dans cet atelier, en tant que Tawaraya, il peignait aussi des éventails, avant de recevoir des commandes plus importantes, comme la restauration d'un ancien recueil de poèmes de l'époque de Heian. Cette époque apparaissait, tant à l'empereur qu'à sa cour, comme un âge d'or, que chacun faisait revivre par les poèmes, mis en parole, peut-être en musique, mais surtout, pour nous, en calligraphies inspirés sur des papiers décorés choisis, pour être en accord avec la poésie prévue. 
Sōtatsu fait aussi revivre la peinture de l'époque de Heian, ou Yamato-e, en y apportant son esprit novateur et des procédés surprenants. Il se fit connaître par son habileté à appliquer des motifs littéraires propres aux rouleaux horizontaux sur ses éventails, puis sur les rouleaux verticaux et sur les paravents. Au contraire du style dur de l'école Tosa, il privilégia des contours doux et des formes expansives. Par ailleurs le succès d'un motif comme celui de l'île de Matsushima tenait dans la charge poétique et picturale de ce lieu, un meisho (la peinture en étant un meisho-e), bien que très peu vu par des artistes, inaccessible au pouvoir des mots selon le poète Matsuo Bashō qui la visita en 1689. Dans son évocation de l'île, Koetsu ne reprend pas la description contenue dans le Dit du Genji. Il ne conserve que des îlots et les vagues. Celles-ci sont tracées en lavis d'or et d'argent, l'écume étant rehaussée de gofun. Des aplats bleus, verts et bruns et leur modulation légère rehaussée d'un puissant aplat noir permettent de poser les masses de pins et des rochers, isolés au milieu des flots.
Les deux maîtres collaborèrent à de nombreuses occasions, et Sōtatsu fournissait Kōetsu en papier doré. Sōtatsu lui-même fit revivre le genre classique du Yamato-e (époque de Heian, VIIIe – IXe siècle) qui inspirait Kōetsu, en y apportant des lignes audacieuses et des motifs colorés frappants, ainsi que d'autres apports techniques, jusqu'à l'estampage des plantes à même la feuille. Ensemble, les deux artistes firent revivre le Yamato-e (la peinture japonaise ancienne) en lui apportant des innovations contemporaines. Leurs œuvres n'étaient pas sans rappeler les productions d'alors de l'école Kanō, bien que celle-ci vise un art nettement plus aristocratique et orné, là où Kōetsu et Tawaraya Sōtatsu se préoccupaient de belles peintures évoquant la nature pour ce qu'elle nous suggère.

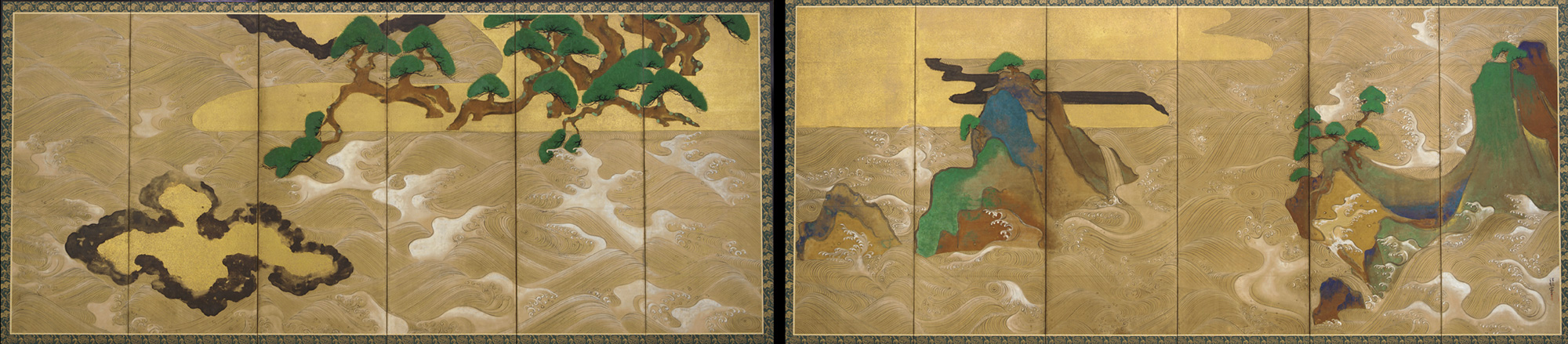
Tawaraya Sōtatsu. Vagues à Matsushima. Paire de paravents à 6 feuilles. Couleurs, feuilles d'or sur papier,. Washington, Freer Gallery of Art.

Le style typique de l'école Rinpa dépeignait des sujets simples tirés de la nature, tels que des oiseaux, des plantes et des fleurs, avec un arrière-plan réalisé à la feuille d'or. Beaucoup de ces peintures étaient utilisées pour orner les portes coulissantes et les panneaux muraux (fusuma) des demeures des nobles. Koetsu et Sotatsu traversèrent la fin de la tumultueuse époque Momoyama « sans que leur esthétique soit influencée par les exigences des bâtisseurs de châteaux. Ils restèrent, au contraire, fidèles aux fortunes déclinantes de la cour impériale et aux traditions raffinées de l'ancien Japon ».

## Évolution ultérieure

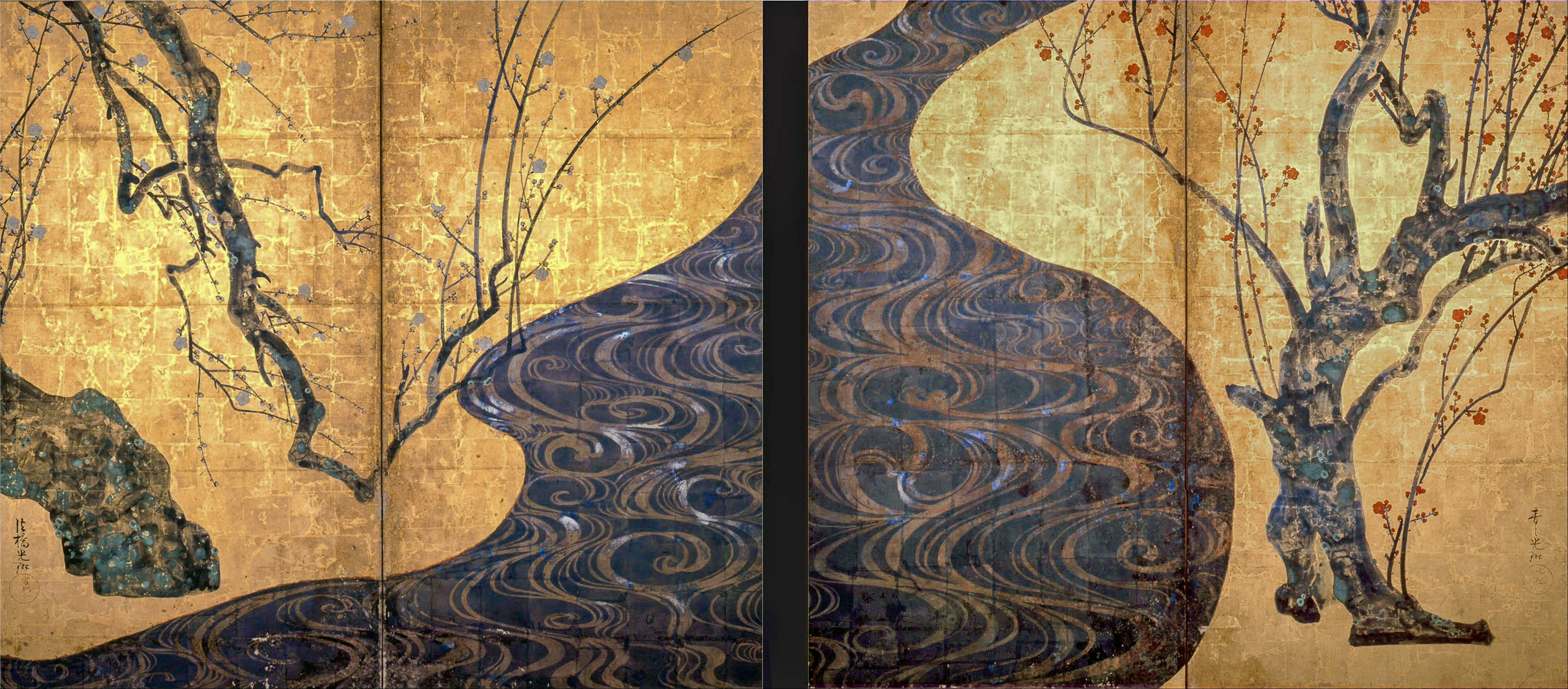
Ogata Korin, vers 1700-1716. Prunier rouge et prunier blanc, en fleurs. Encre, couleurs, or sur papier, feuille d'argent sulfurisé partiellement masquée. 156,5 x 172,5 cm, chaque paravent. Musée d'art MOA.
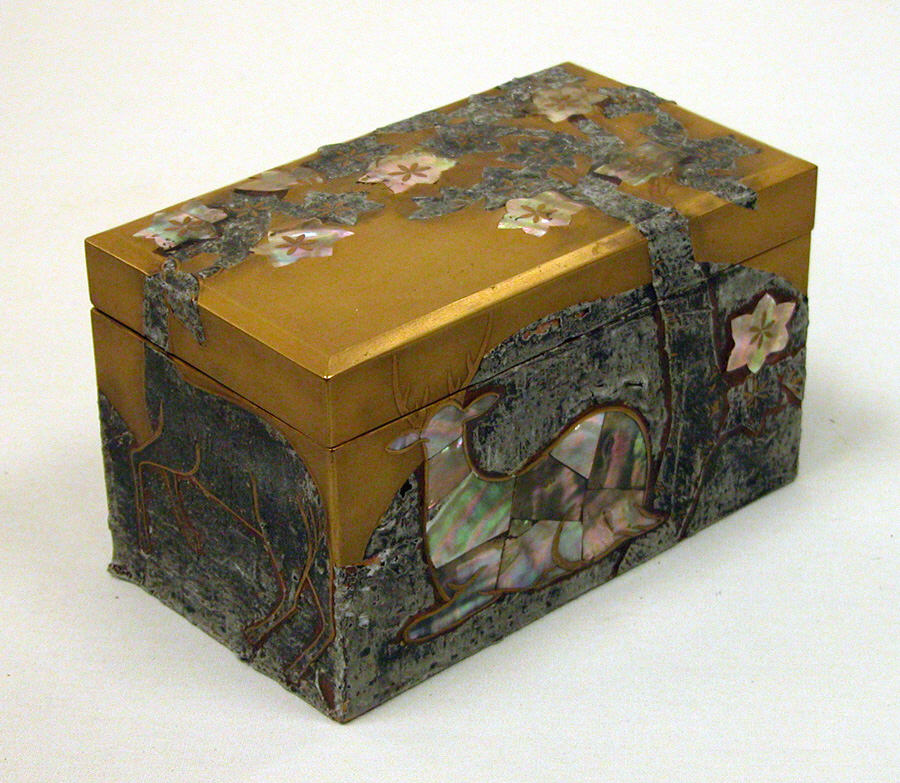
Ogata Korin. Boite, laque, or et incrustations de nacre et d'étain. MET
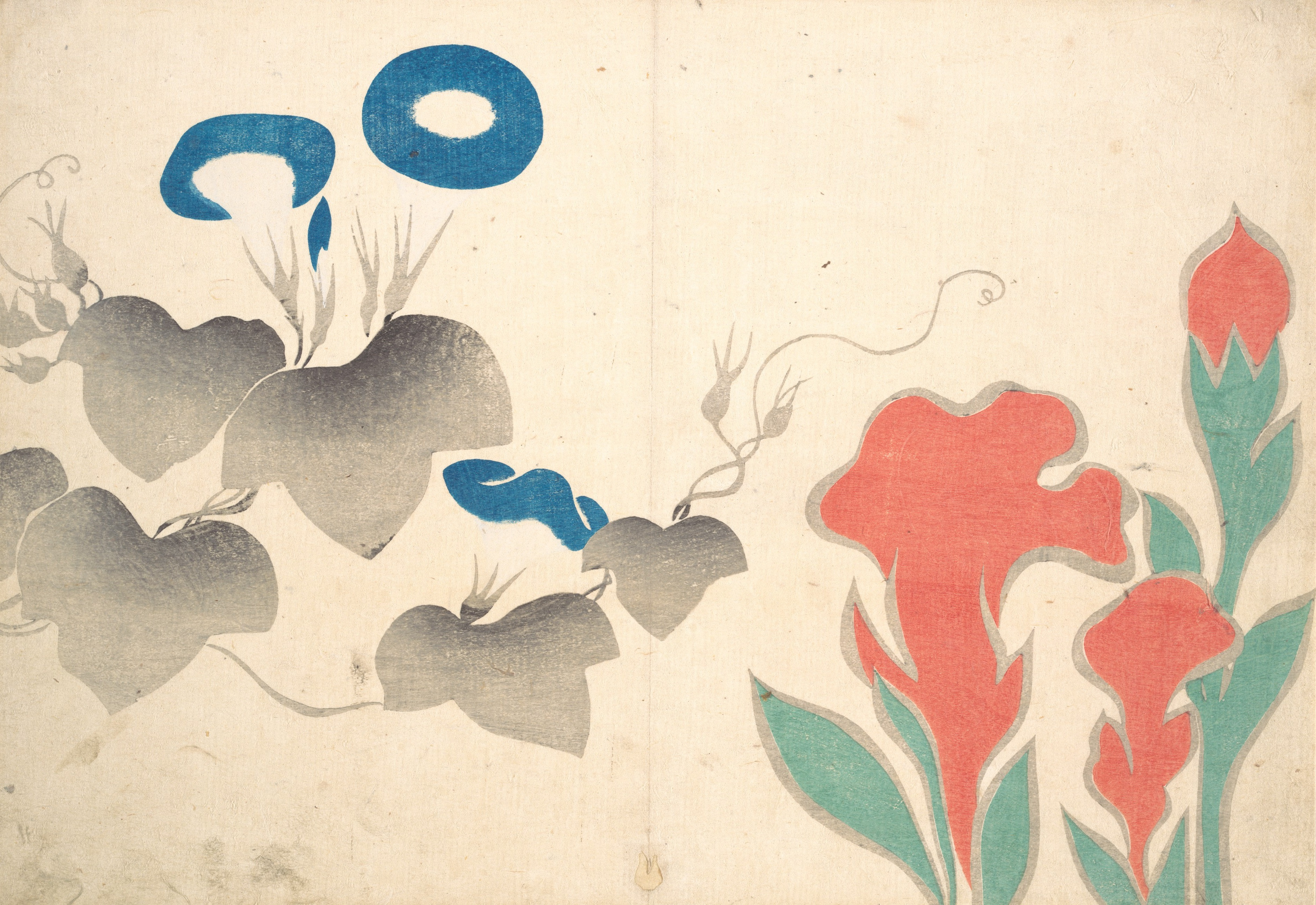
Ogata Korin. Volubilis, et d'autres fleurs. Gravure sur bois. Metropolitan Museum of Art
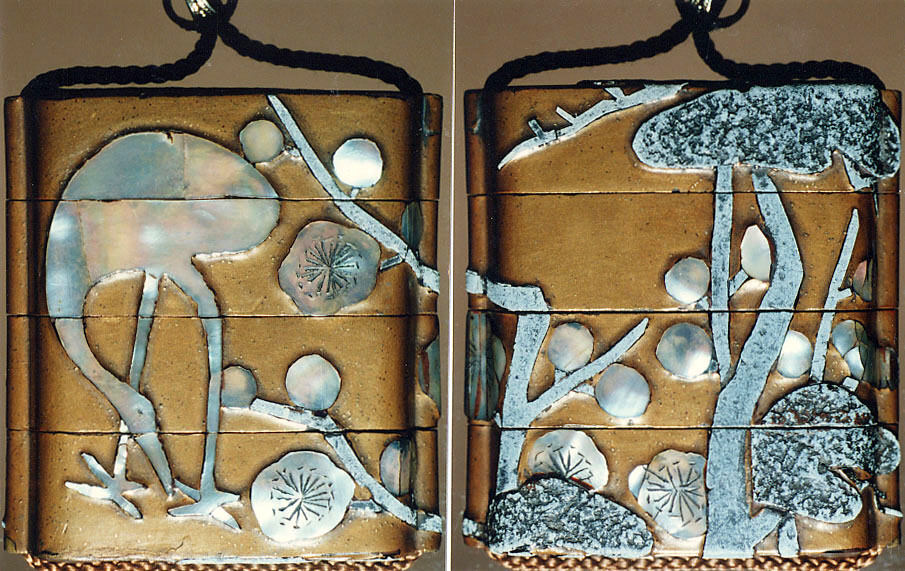
Ogata Korin. Inrō, laque et poudre d'or, nacre. Metropolitan Museum of Art
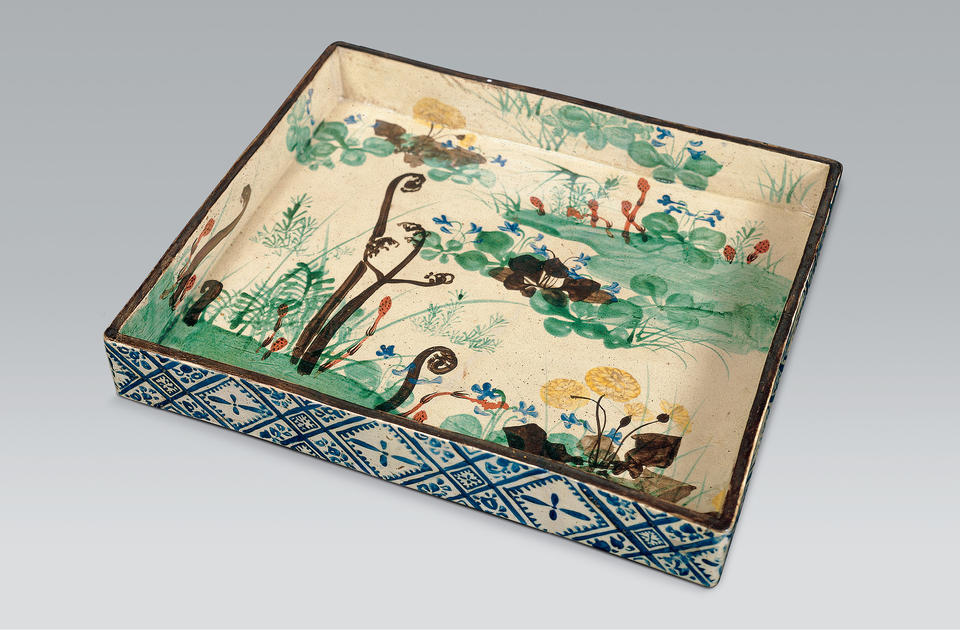
Ogata Kenzan. Plat, grès, émaux. (5.2 x 36.7 x 31.6 cm). MET
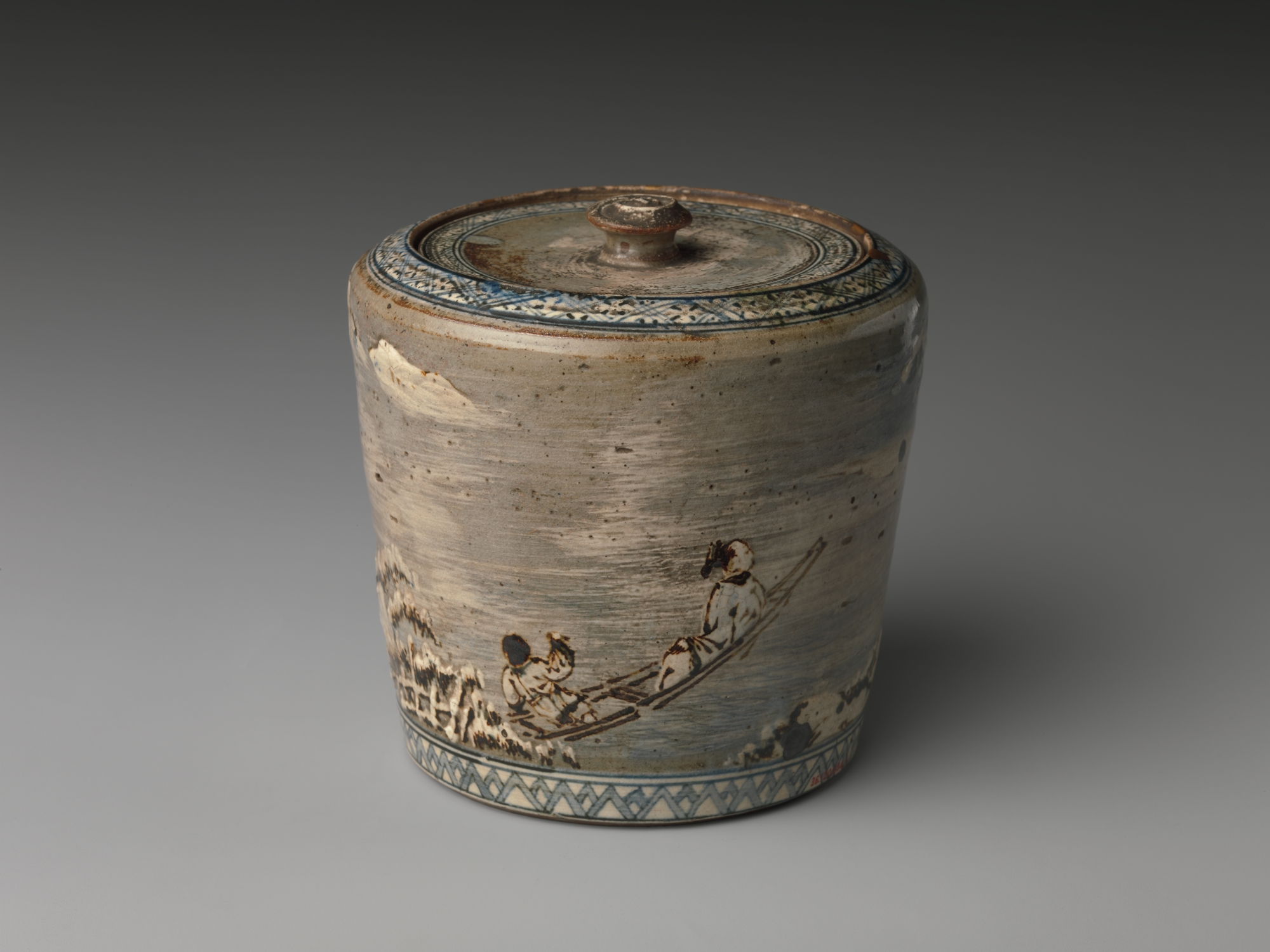
Ogata Kenzan, vers 1705. Pot, argile dure et légère; glaçure gris bleuâtre, striée, montrant une sous-glaçure blanche; personnages et paysage en léger relief d'engobe. MET

Au XVIIe siècle, l'école Rinpa continue de voir apparaître des personnalités innovantes. Ogata Kōrin (1658-1716), fils d'un marchand de Kyoto prospère, dont on dit que c'est son père lui-même, homme d'une grande culture, qui le forme à la peinture de style Kanō, reçoit également une formation dans le style Rinpa. Les innovations apportées par Korin consistent à rendre la nature de manière plus abstraite, moins conventionnelle, en faisant appel à des gradations de couleurs et à des mélanges de couleurs pour parvenir à des effets et des variations de coloris éclatants ; Korin fait aussi largement appel à des matières précieuses telles que l'or ou les perles, restant en cela fidèle à la « signature » habituelle de l'école Rinpa. 
Son frère Ogata Kenzan, fait des études plus approfondies et dans son vif intérêt pour la cérémonie du thé, s'oriente vers l'art de la céramique de son pays. Admirateur de Ninsei, au décor somptueux, il devint potier professionnel et se met à travailler avec Korin qui réalise les peintures. Lui-même calligraphie les poèmes. Leur collaboration se poursuit jusqu'en 1701. Leurs motifs reprennent ceux de la poésie japonaise, et qui sont aussi ceux privilégiés par l'École Rinpa : « feuilles d'érables flottant sur la rivière Tatsuta, grues en vol, fleurs de pavot...» .
C'est à cette période, la fameuse ère Genroku (1688-1704), une ère d'épanouissement culturel, que l'école Rinpa parvient au sommet de son art.
Trois artistes reprennent ensuite l'esprit Rinpa, toujours à Kyoto : Watanabe Shikō (1683-1755), Fukae Roshū (1699-1757) et Nakamura Hōchū (?-1819)

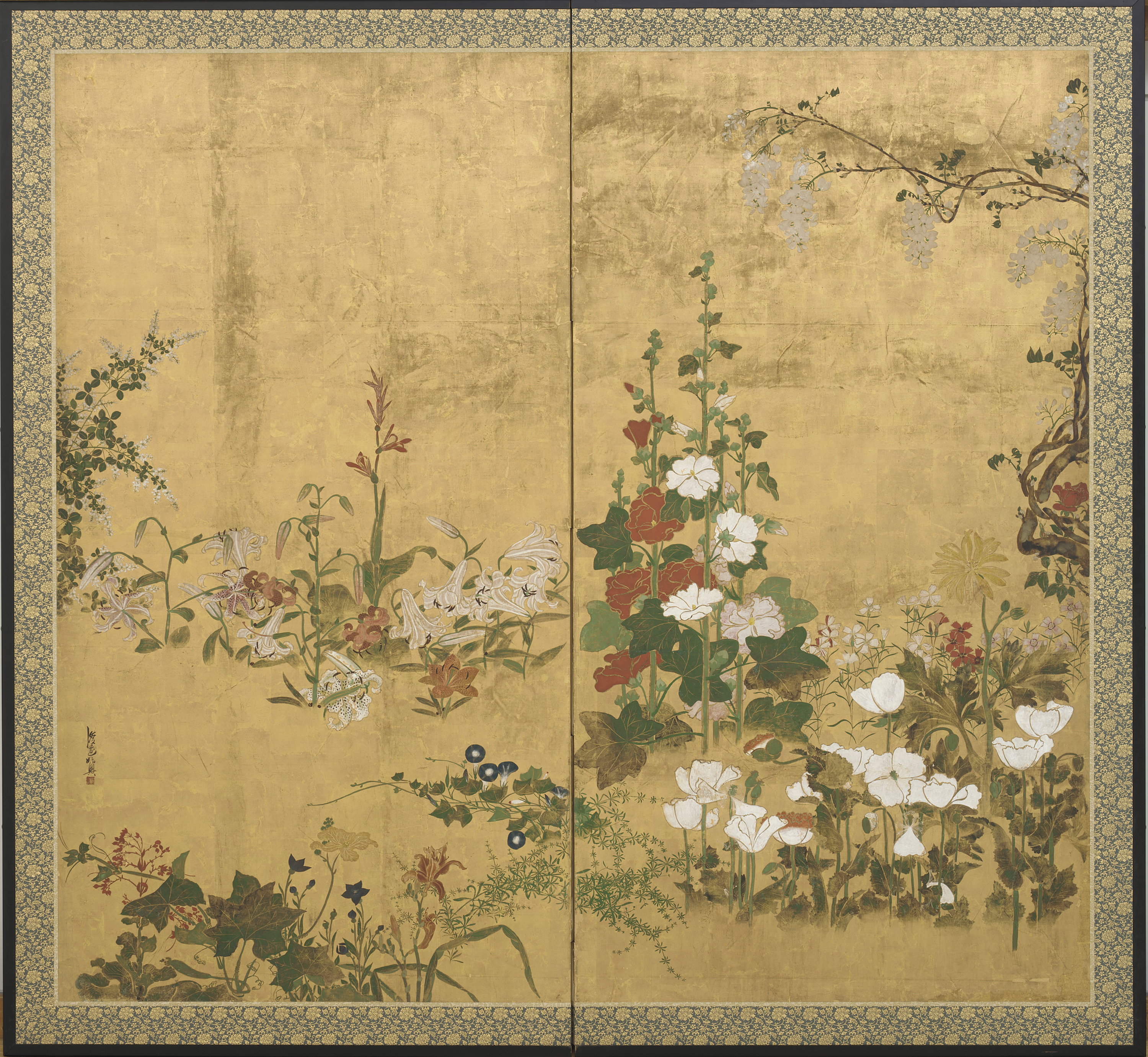
Watanabe Shiko, Fleurs. Paravents à deux panneaux, 192.1 x 206.8 cm, vers 1683-1755. Freer Gallery of Art
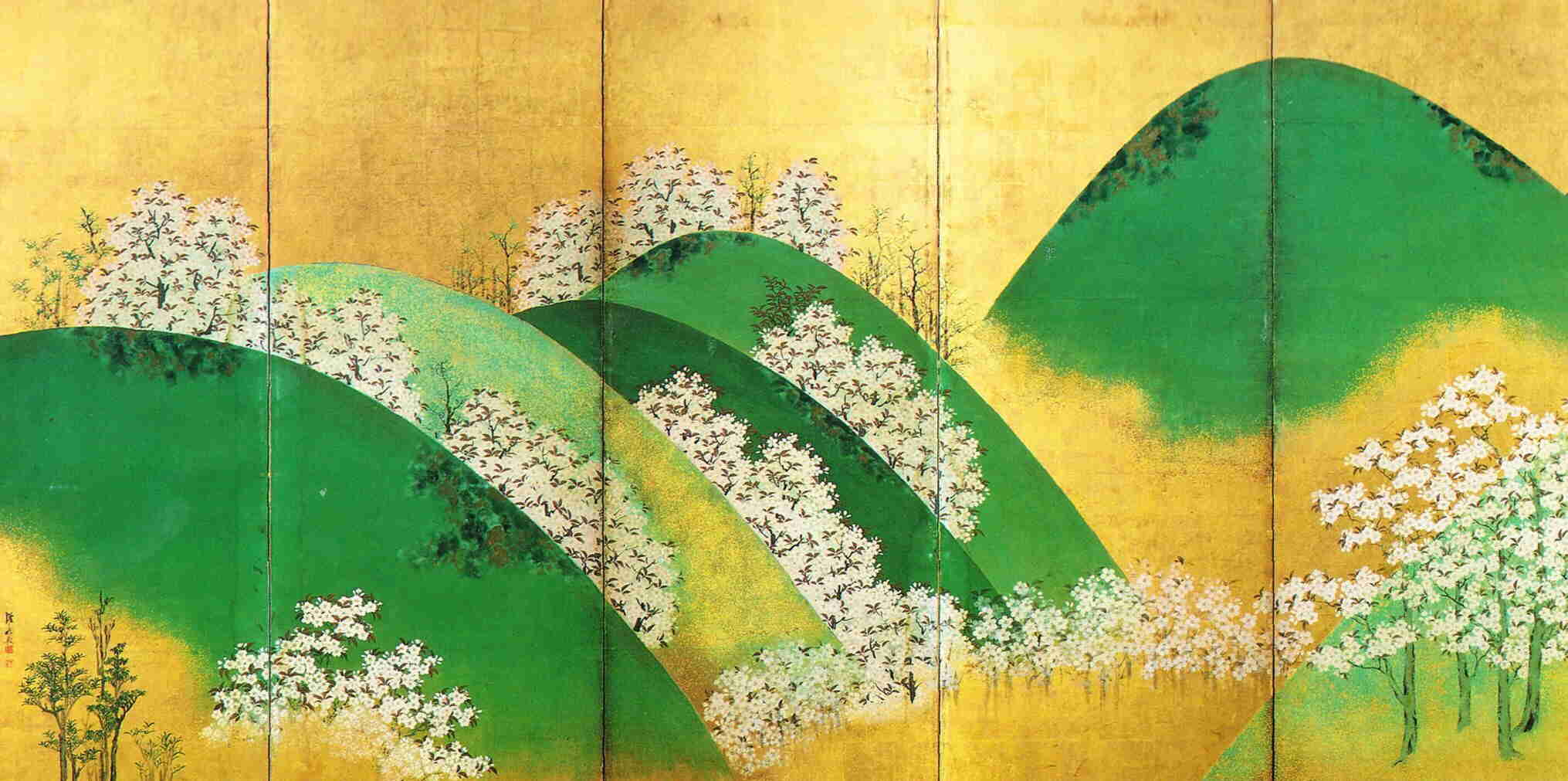
Watanabe Shiko. Yoshino. Paravent (de 6 panneaux), avant 1755. Encre et couleurs sur feuilles d’or sur papier
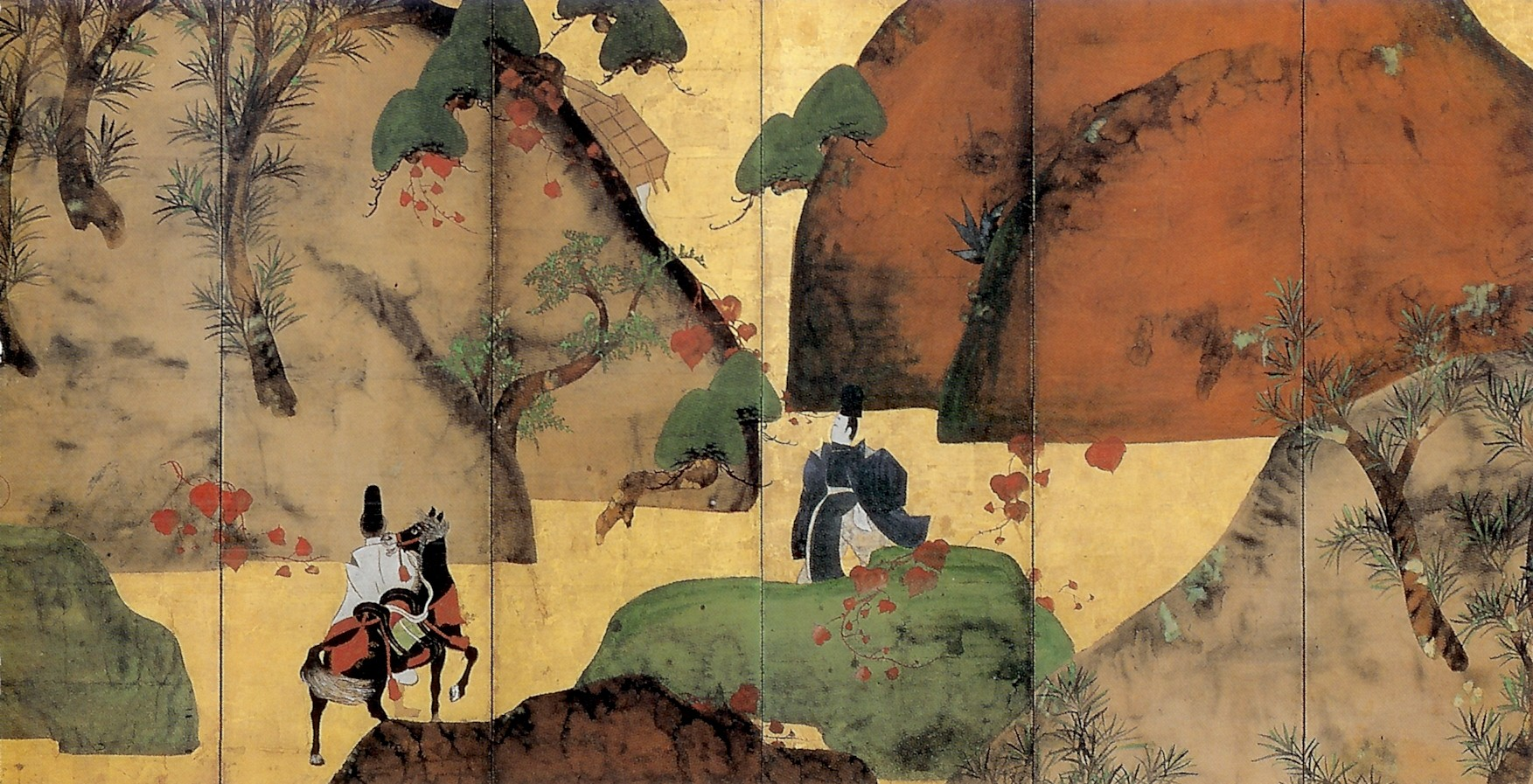
Fukae Roshu. "Le chemin étroit" (? trad. approx.) Paravent de 6 panneaux, couleur sur papier et feuilles d'or, av. 1757
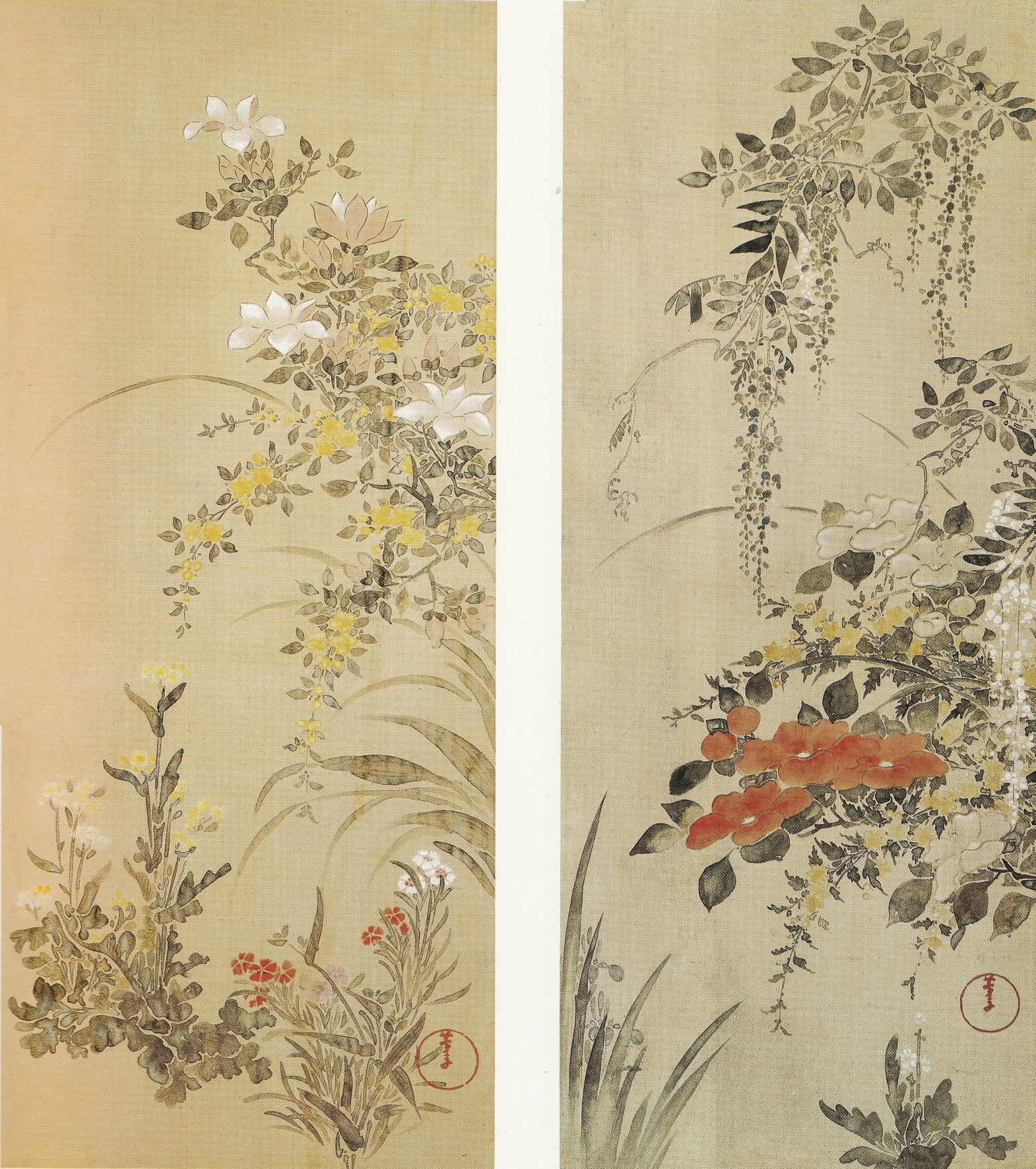
Fukae Roshū. Deux de six rouleaux verticaux sur le thème des saisons. Avant 1758
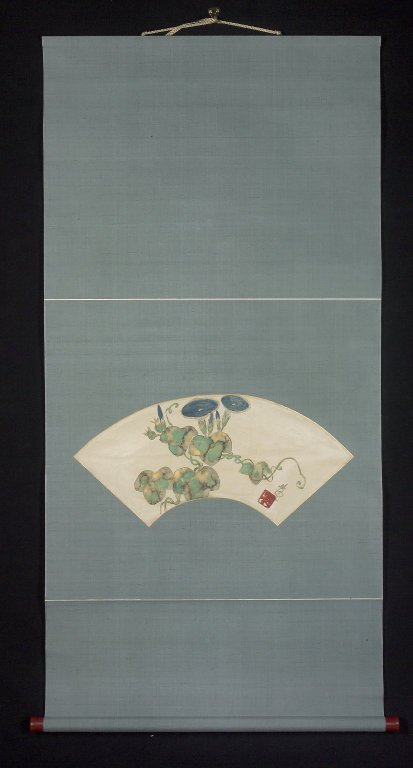
Nakamura Hōchū. Volubilis. Rouleau vertical, encre, or et couleur sur papier, 19,1 × 51,4 cm., entre 1780 et 1810. Brooklyn Museum.
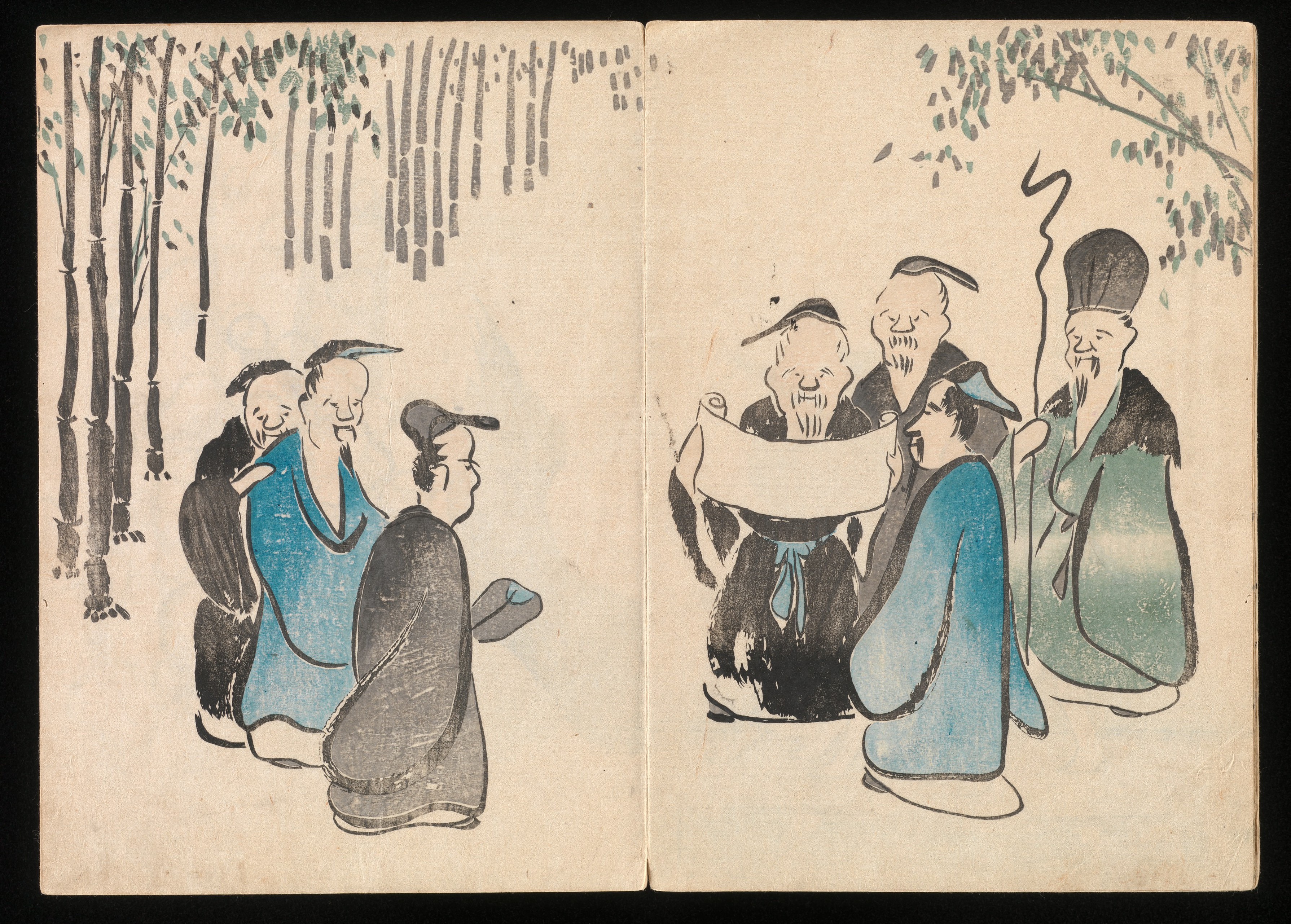
Nakamura Hōchū. L'album de Korin. Xylographies polychrome, deux volumes, 21,7 x 19,4 cm. 1802. Metropolitan Museum of Art.

Au XIXe siècle, avec deux albums xylographiques, Sakai Hōitsu (1761-1829) continue de faire connaître l'art de Korin, depuis Edo. Il s'appuie sur une exposition qui couvre toutes les pratiques de l'artiste conservées à Edo en 1815. La qualité remarquable des gravures et la richesse des informations qui les accompagnent en ont fait un quasi catalogue raisonné de l'œuvre alors conservée à Edo. Les nombreuses rééditions en sont parvenues, dès 1843, jusqu'à cette Europe travaillée par la vogue du japonisme, puis de l'Art nouveau. À cheval sur les XIXe et XXe siècles de nombreuses personnalités sont ainsi touchées par l'art Rinpa, entre autres, les critiques Philippe Burty, Louis Gonse et Théodore Duret, le graveur Henry Rivière, l'imprimeur Charles Gillot et le couturier Jacques Doucet.

## Kamisaka  Sekka: Figure artistique importante du Japon du début duXXesiècle
Kamisaka  Sekka (en) ( 坂 雪 , 1866-1942) est une figure artistique importante du Japon du début du XXe siècle. Né à Kyoto dans une famille de samouraïs, ses talents d'art et de dessin sont reconnus très tôt. Il finit par s'allier à l' école d'art traditionnelle Rinpa . Il est considéré comme le dernier grand partisan de cette tradition artistique. Il en reprend les thèmes et applique le style à la production de motifs pour textiles, avec une publication de motifs, essentiellement, de vagues. Il stimule ainsi les recherches appliquées au design en 1902, dans un esprit qui se retrouve dans l'Art Nouveau et dans la mouvance des grandes Expositions Universelles. Il s'était rendu, en 1901, à l'Exposition Internationale de Glasgow.

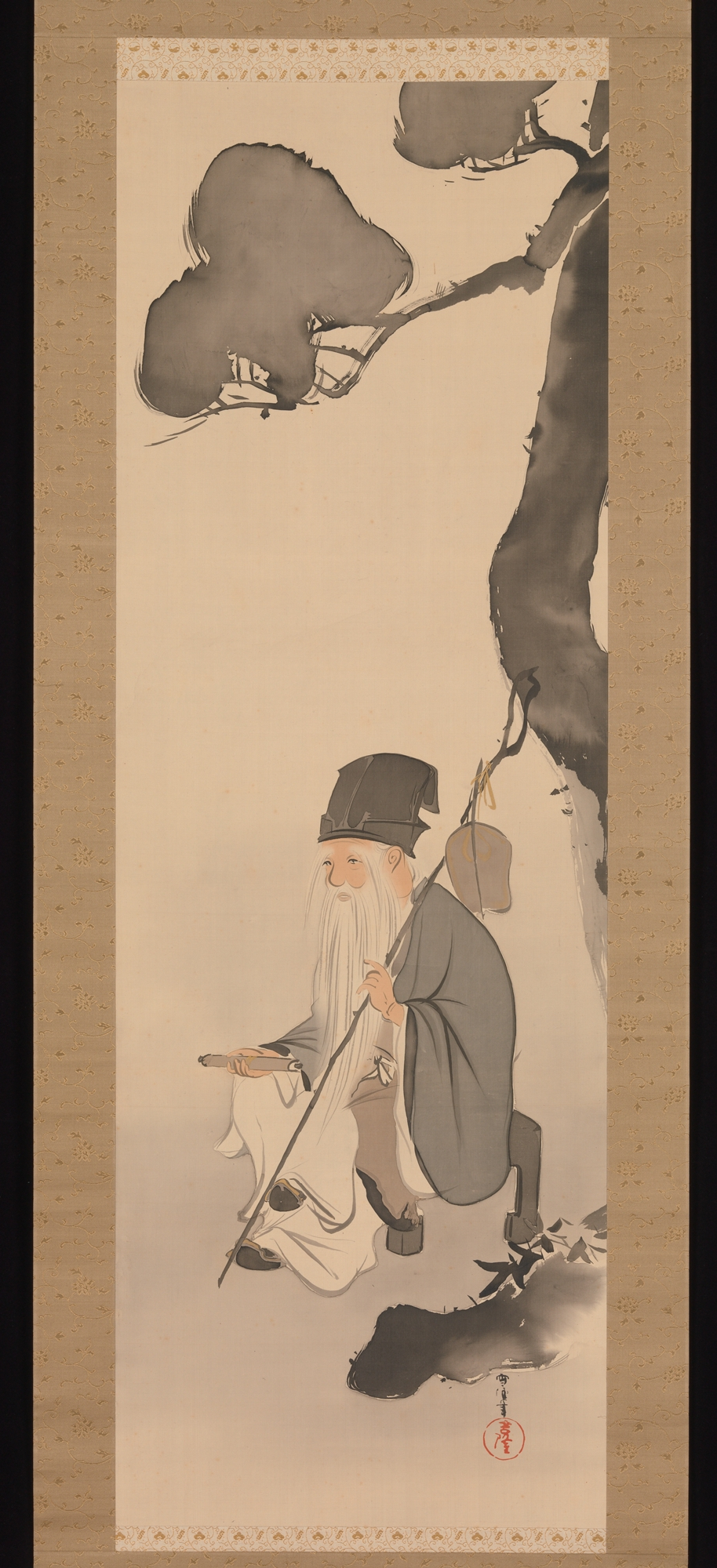
Kamisaka Sekka. Rouleau suspendu, encre et couleur sur soie, 123,2 × 41,8, Metropolitan Museum of Art.
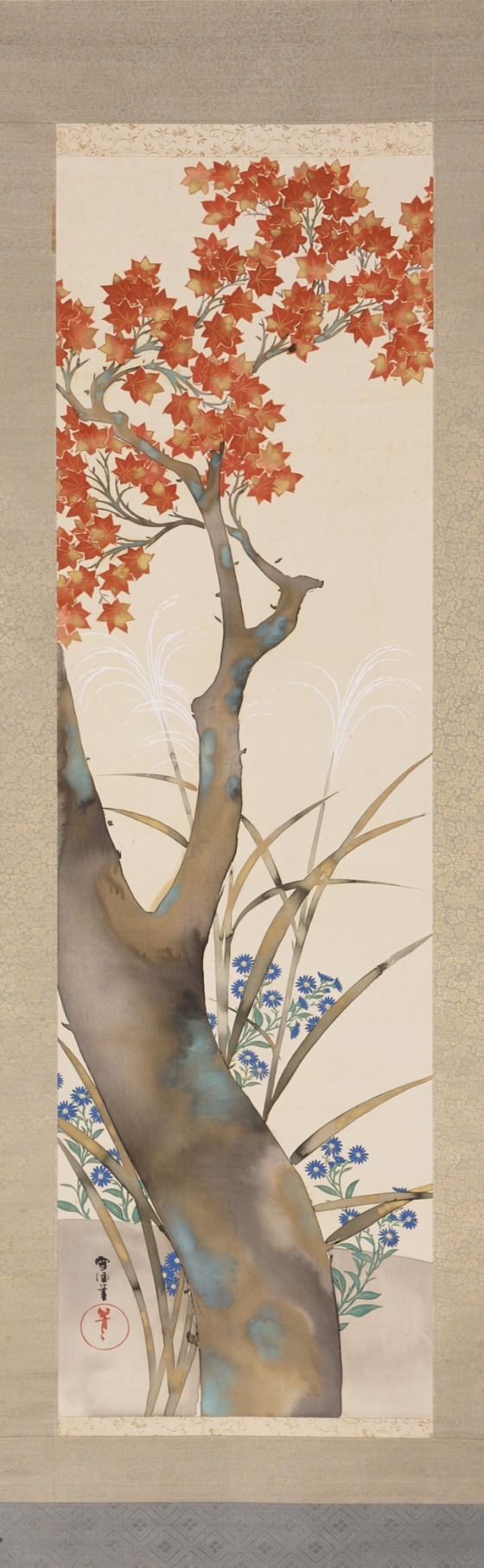
Kamisaka Sekka. Érable d'automne, couleur et encre sur soie, fin du 19e siècle, 139,1 × 41,6, Musée d'Art du comté de Los Angeles.
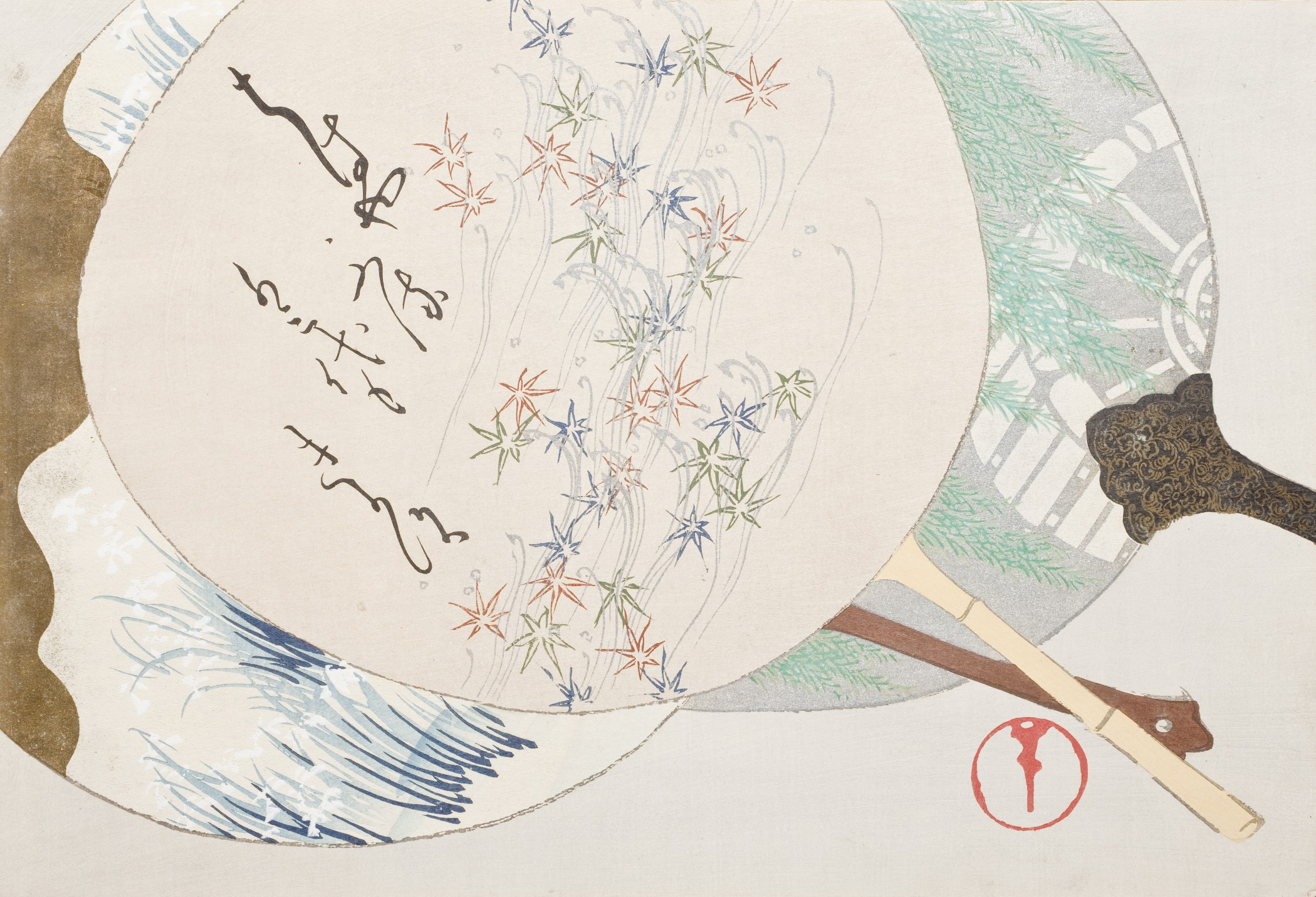
Kamisaka Sekka. Mille Graminées (Chigusa), vers 1900, 24,1 × 35,5, Musée d'Art du comté de Los Angeles.
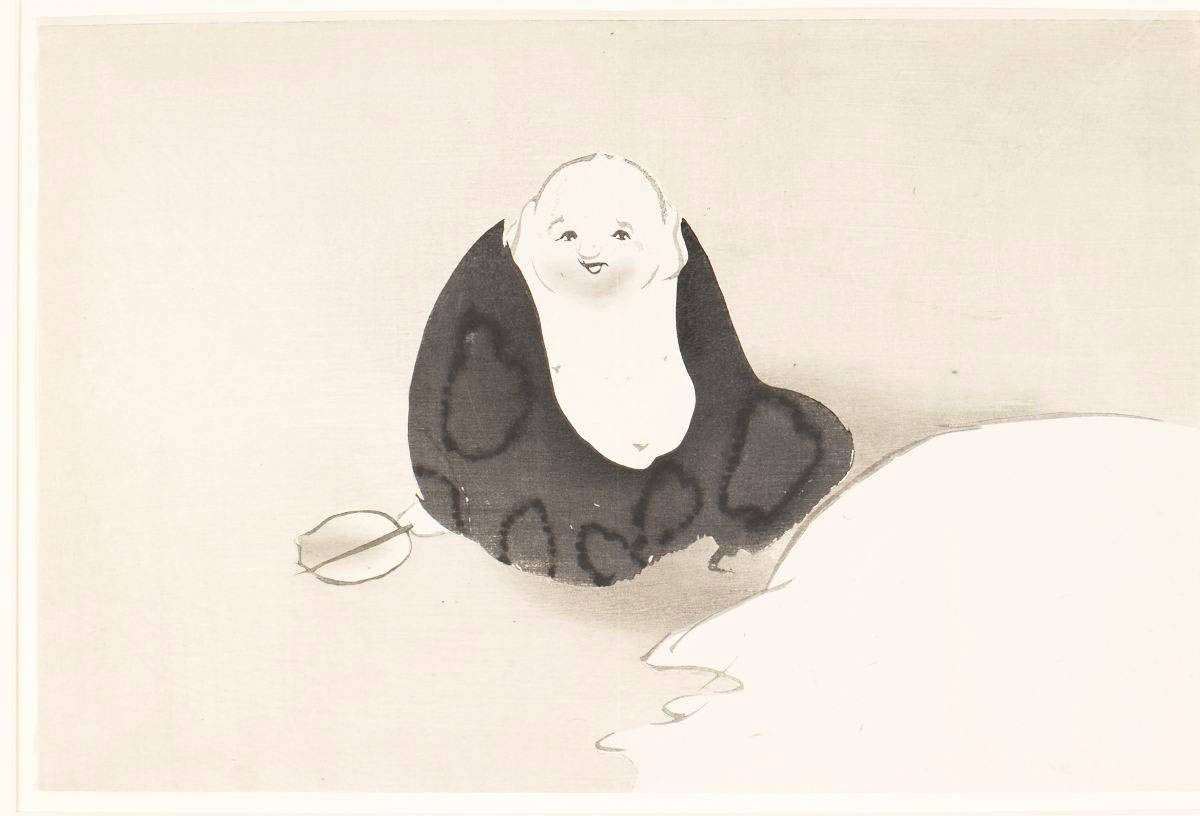
Kamisaka Sekka. Momoyagusa 1, encre et couleur sur papier, vers 1909-1910. H 29,8 ; L 44,7 cm. Birmingham Museum and Art Gallery.
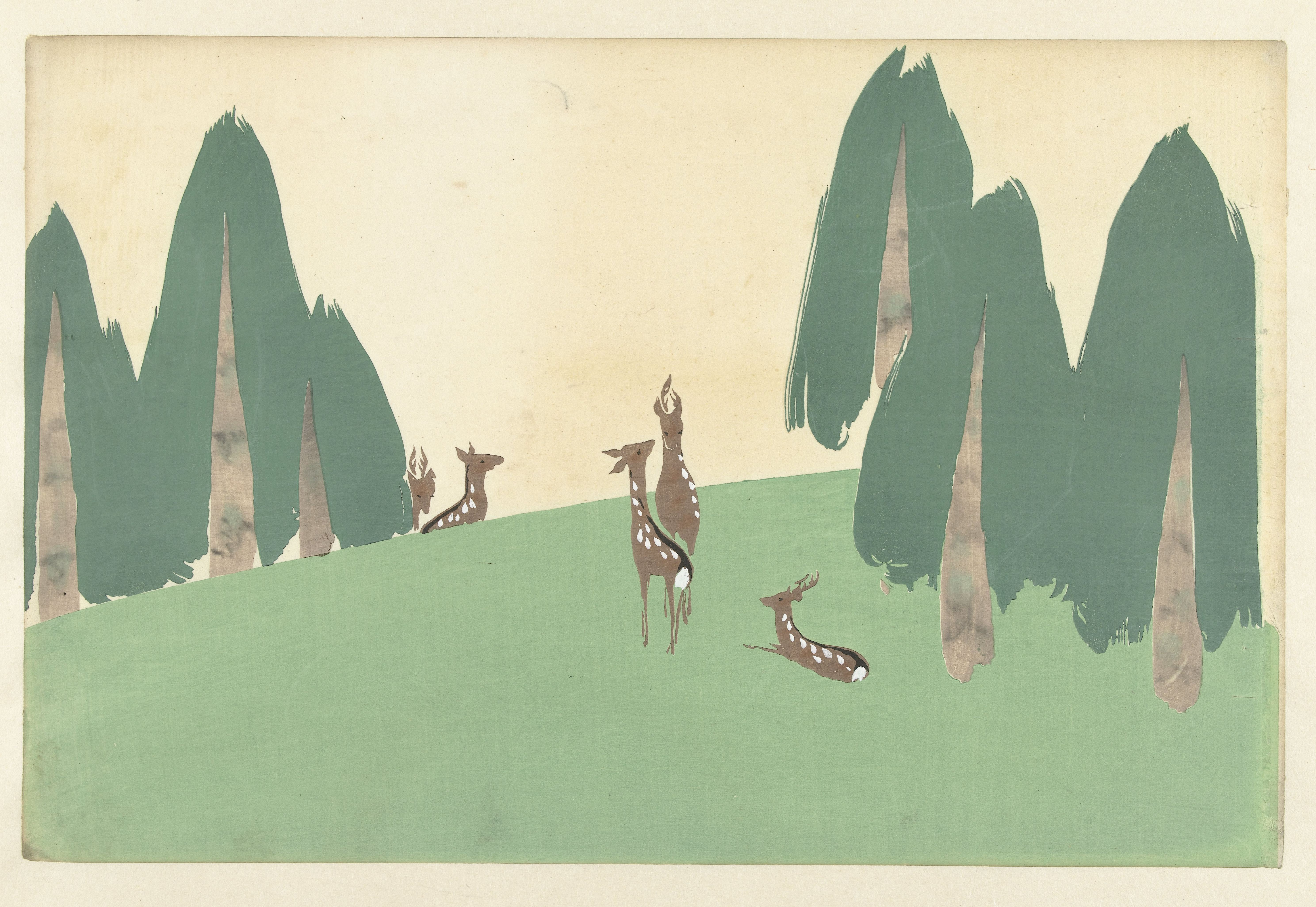
Kamisaka Sekka. 1909. Parc Kasugano à Nara. Cinq cerfs sur une pelouse avec quelques arbres. Estampe, 30 x 46 cm
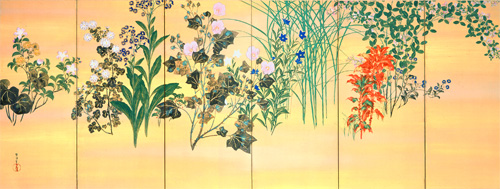
Kamisaka Sekka.Écran pliable avec image de fleur des quatre saisons, entre 1912 et 1926, Musée Hosomi, Kyoto.
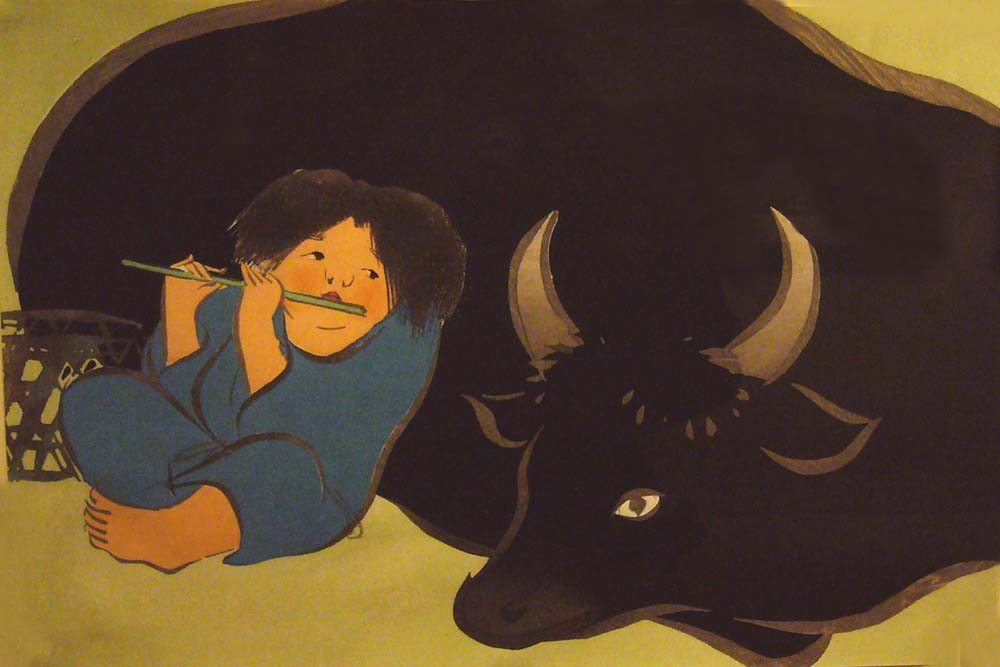
Kamisaka Sekka. Bokudō, vers 1909-1910, gravure sur bois de fil, Un monde de choses.

## Exposition « Trésors de Kyoto », Musée Cernuschi, 2018
Cette présentation couvre les trois siècles d'existence de cette école et tous les genres de production. Les artistes les plus représentatifs sont bien visibles, mais la fragilité des œuvres nécessite un renouvellement partiel de l'accrochage. On aura pu découvrir durant les quatre premières semaines de l’exposition le "Trésor National" Dieux du vent et du tonnerre de Tawaraya Sōtatsu, conservé dans le temple Kennin-ji à Kyōto et seulement visible en de très rares occasions.

## Principaux artistes Rinpa
- Hon'ami Kōetsu
- Tawaraya Sōtatsu
- Ogata Kōrin
- Ogata Kenzan
- Sakai Hōitsu
- Kiitsu Suzuki
- Kamisaka Sekka (en)